# Chlorochlamys
Chlorochlamys is een geslacht van vlinders van de familie spanners (Geometridae), uit de onderfamilie Geometrinae.

## Soorten
- C. appellaria Pearsall, 1911
- C. chloroleucaria gu, 1857
- C. phyllinaria Zeller, 1872
- C. triangularis (Prout, 1912)